# Гайслінген-ан-дер-Штайге
Гайслінген-ан-дер-Штайге (нім. Geislingen an der Steige) — громада в Німеччині, знаходиться в землі Баден-Вюртемберг. Підпорядковується адміністративному округу Штутгарт. Входить до складу району Геппінген.
Площа — 75,83 км2. Населення становить 28 400 ос. (станом на 31 грудня 2020).